# Asanovac
Asanovac (en serbe cyrillique : Асановац) est un village de Serbie situé dans la municipalité de Žitorađa, district de Toplica. Au recensement de 2011, il comptait 27 habitants.

## Démographie
| 1948 | 1953 | 1961 | 1971 | 1981 | 1991 | 2002 | 2011 |
| ---- | ---- | ---- | ---- | ---- | ---- | ---- | ---- |
| 224  | 248  | 218  | 167  | 110  | 102  | 65   | 27   |

|  |